# Joachim Castenschiold
 Der er flere personer med dette navn, se Joachim Castenschiold (skuespiller).
Joachim Melchior Holten Castenschiold (døbt 29. november 1743 i København – 6. april 1817 på Borreby) var dansk godsejer og officer.
Søn af Johan Lorentz Castenschiold til Knabstrup og Jacoba Holten. Han blev i 1760 kornet ved Slesvigske Kyrasserregiment og i 1776 major. I 1772 under kuppet mod Struensee ledede han, med 30 af sine dragoner, transporten af den arresterede dronning Caroline Mathilde til Kronborg. At netop Castenschiold valgtes til denne opgave kunne ses som en sidste udsøgt uartighed fra kupmagerne mod dronningen, idet det var almindeligt kendt ved hoffet, at dronningen ikke kunne fordrage Castenschiold.
I 1784 blev han kommandør for Livgarden til Hest, i 1788 generalmajor og i 1802 generalløjtnant. 1790 blev han hvid ridder.
I 1807 var han chef for de forenede sjællandske, lolland-falsterske og mønske landværnsbataljoner, der kaldtes sammen for at at bekæmpe englænderne. Efter nederlaget ved Køge den 29. august 1807 stilledes han for retten sammen med de øverstkommanderende i København, men blev frikendt.
Ved siden af den militære karriere var Castenschiold – der 1781 blev gift med Elisabeth Behagen – storgodsejer, der bl.a. ejede herregården Borreby.
Han er begravet i Magleby Kirke.